# John Henshaw

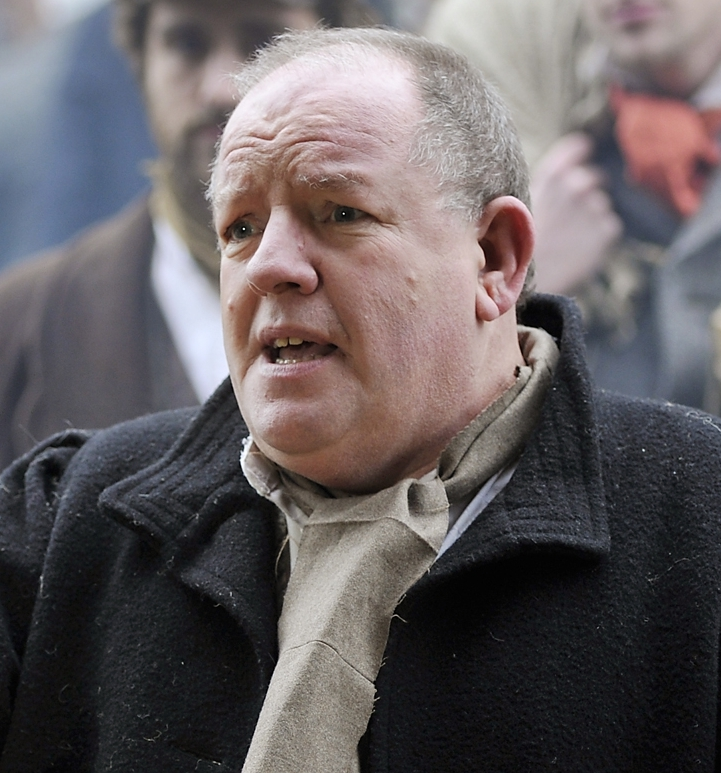
John Henshaw 2011 in Manchester

John Henshaw (* 1951 in Ancoats in Manchester, England) ist ein britischer Schauspieler.

## Biografie
John Henshaw wurde in Ancoats geboren, einem Stadtteil von Manchester, der auch als „Little Italy“ bekannt ist und stammt aus einer Familie mit zwölf Kindern. Einige seiner Geschwister sind ebenfalls Schauspieler, jedoch weniger bekannt als er. Henshaw arbeitete in jüngeren Jahren u. a. als Kfz-Mechaniker und Milchfahrer. Nach einer Rückenverletzung musste er im Alter von 40 Jahren seinen Job bei der Müllabfuhr aufgeben und wandte sich dem Schauspiel zu. Zuerst als Komparse, bevor er durch Rollen in der BBC-Sitcom Early Doors und der ebenfalls von der BBC produzierten Serie Born and Bread bekannt wurde.
Nach seinem Erfolg im Fernsehen erhielt Henshaw auch Rollen in Filmproduktionen. 2009 wurde er mit dem British Independent Film Award als bester Nebendarsteller in Looking for Eric ausgezeichnet.
John Henshaw spielt auch Theater, darunter Smee im Musical Peter Pan und Terry in The End of the Day.
Henshaw ist Förderer des Royton Hospice und Dr. Kershaw’s Hospice in Oldham, wo er mit seiner Frau Margaret lebt.

## Filmografie (Auswahl)
- 2001: Hand in Hand mit dem Tod (Happy Now)
- 2006: Starter for 10
- 2009: Looking for Eric
- 2009: Yorkshire Killer 1974
- 2009: Yorkshire Killer 1983
- 2009: New Tricks – Die Krimispezialisten (New Tricks, Fernsehserie, Folge 6x06)
- 2010: Terry Pratchett – Ab die Post (Going Postal)
- 2010: In our Name
- 2012: Angels’ Share – Ein Schluck für die Engel (The Angels’ Share)
- 2012: Downton Abbey (Fernsehserie, 1 Folge)
- 2012: Inspector Barnaby (Midsomer Murders, Fernsehserie, Staffel 15, Folge 5: König Dame Tod – The Sicilian Defence)
- 2014: Cilla
- 2016: Bob, der Streuner (A Street Cat Named Bob)
- 2017: 6 Days
- 2017: Pin Cushion
- 2017: Charles Dickens: Der Mann, der Weihnachten erfand (The Man Who Invented Christmas)
- 2017: Father Brown (Fernsehserie, 1 Folge)
- 2018: Trautmann
- 2018: Stan & Ollie